# Primera División B Metropolitana

## Histórico
A Primera División B, também conhecida popularmente como a Primea División B Metropolitana ou Primera B Metropolitana para diferenciar da Primera División B Nacional, constitui uma das três "ligas" da Terceira Divisão do futebol paraguaio. O campeonato é organizado pela Associação Paraguaia de Futebol. No mesmo participam clubes da Área Metropolitana de Asunción. Times que não são de Assunción ou de cidades próximas, jogam em suas ligas regionais (equivalentes a Quarta Divisão) e/ou solicitam seu rendimento na B Nacional.
A Primera División B foi desde 1910 até 1996 a Segunda Divisão do Paraguai, mas com a criação da  División Intermedia, no ano 1997 passou a ser a Terceira Divisão.
Como a Terceira Divisão é jogada desde 1939 (chamado de  Segunda de Ascenso até 1996 e que passou a ser a Quarta Divisão desde 1997).Desde e  então o nome do torneio tem mudado em várias ocasiões, bem como também a quantidade de times participantes, sendo o número atual (2019) de 18 times.
O campeão sobe à Segunda Divisão, o vice-campeão tem o direito a jogar por uma partida na División Intermedia contra o vice-campeão da Primera División B Nacional nos anos ímpares e contra o campeão da Primera División B Nacional nos anos pares, e o que termina na última posição (ou os dois últimos), desce à Quarta Divisão do Paraguai (conhecida também como Primera División C.
A divisão foi criada com o nome de Segunda de Ascenso em 1939. Desde então, teve uma grande quantidade de campeões, procedentes de várias cidades da zona metropolitana de Asunción e dos arredores.
Ainda que inicialmente só permitiam o rendimento de clubes de Assunção e da Grande Assunção, com a inclusão do Sportivo Iteño de Itá em 1983, aumentou-se a quantidade de cidades.

### Mudanças
Em 1997, com a criação da División Intermedia como segunda divisão do futebol paraguaio composto por clubes da zona metropolitana e do interior do país, a maioria dos times desta divisão confirmaram a Quarta Divisão (na prática desceram); assim mesmo, uma boa parte dos clubes da Primeiera de Ascenso (a  segunda divisão paraguaia), salvos os oito melhores de 1996, passaram oficialmente a constituir a 3 categoria.
No ano de 2011 foi criada a Primeira Divisão B Nacional (antigamente cumpria uma função similar a Copa de Campeões da UFI: 1998-2007); pelo que, considerando por 2 anos Campeonato Nacional Interligas, oficialmente desde então existem três torneios como parte da Terceira Divisão do futebol paraguaio.

## Times participantes
Lista dos 17 times que disputam este torneio em sua temporada 2023.
| Time                | Cidade                  | Estádio                    | Capacidade | Fundação                 |
| River Plate         | Asunción                | Jardines del Kelito        | 6.500      | 15 de enero de 1911      |
| 29 de Setiembre     | Luque                   | Salustiano Zaracho         | 3.500      | 30 de abril de 1942      |
| 3 de Febrero        | Asunción                | 3 de Febrero               | 500        | 10 de marzo de 1949      |
| 3 de Noviembre      | Asunción                | Rubén Ramírez              | 1.500      | 15 de mayo de 1959       |
| Atlántida           | Asunción                | Flaviano Díaz              | 1.000      | 23 de diciembre de 1906  |
| Olimpia             | Itá                     | Manuel Gamarra             | 5.000      | 8 de marzo de 1921       |
| Deportivo Capiatá   | Capiatá                 | Lic. Erico Galeano Segovia | 15.000     | 4 de septiembre de 2008  |
| Sportivo Iteño      | Itá                     | Salvador Morga             | 4.500      | 1 de junio de 1924       |
| Cristóbal Colón JAS | Julián Augusto Saldívar | Herminio Ricardo           | 3.000      | 12 de octubre de 1913    |
| Cristóbal Colón (Ñ) | Ñemby                   | Pablo Patricio Bogarín     | 2.500      | 12 de octubre de 1925    |
| Atlético Tembetary  | Asunción                | Complejo Tembetary         | 500        | 3 de agosto de 1912      |
| Sportivo Limpeño    | Limpio                  | Optaciano Gómez            | 1.800      | 16 de julio de 1914      |
| Presidente Hayes    | Asunción                | Félix Cabrera              | 5.000      | 8 de noviembre de 1907   |
| Deportivo Humaitá   | Mariano Roque Alonso    | Pioneros de Corumba Cué    | 7.000      | 19 de febrero de 1932    |
| General Díaz        | Luque                   | General Adrián Jara        | 4.000      | 22 de septiembre de 1917 |
| Benjamín Aceval     | Villa Hayes             | Isidro Roussillón          | 5.000      | 6 de junio de 1918       |
| Silvio Pettirossi   | Asunción                | Bernabé Pedrozo            | 4000       | 11 de marzo de 1926      |
| Sport Colombia      | Fernando de la Mora     | Alfonso Colmán             | 7000       | 1º de novembro de 1924   |
| ------------------- | ----------------------- | -------------------------- | ---------- | ------------------------ |

| Edição | Ano  | Campeão                          | vice-campeão                     |
| ------ | ---- | -------------------------------- | -------------------------------- |
| 11.ª   | 1952 | Silvio Pettirossi                |                                  |
| 12.ª   | 1953 | Tacuary                          |                                  |
| 13.ª   | 1954 | No finalizó                      |                                  |
| 14.ª   | 1955 | Atlético Tembetary               |                                  |
| 15.ª   | 1956 | Cerro Corá                       |                                  |
| 16.ª   | 1957 | Silvio Pettirossi                |                                  |
| 17.ª   | 1958 | Fernando de la Mora              | Atlético Juventud                |
| 18.ª   | 1959 | Sportivo Ameliano                |                                  |
| 19.ª   | 1960 | Atlántida                        |                                  |
| 20.ª   | 1961 | Tacuary                          |                                  |
| 21.ª   | 1962 | Independiente                    | Oriental                         |
| 22.ª   | 1963 | Oriental                         |                                  |
| 23.ª   | 1964 | Atlético Juventud                | Oriental                         |
| 24.ª   | 1965 | 12 de Octubre SD                 | Oriental                         |
| 25.ª   | 1966 | 24 de Septiembre                 | General Genes                    |
| 26.ª   | 1967 | Oriental                         | Sportivo Trinidense              |
| 27.ª   | 1968 | Cerro Corá                       | Sport Colonial                   |
| 28.ª   | 1969 | Sport Colombia                   | General Díaz                     |
| 29.ª   | 1970 | 12 de Octubre (Villa Aurelia)    | General Díaz                     |
| 30.ª   | 1971 | Deportivo Recoleta               | Sportivo Ameliano                |
| 31.ª   | 1972 | 3 de Febrero                     |                                  |
| 32.ª   | 1973 | Silvio Pettirossi                |                                  |
| 33.ª   | 1974 | Silvio Pettirossi                |                                  |
| 34.ª   | 1975 | Independiente                    |                                  |
| 35.ª   | 1976 | Cerro Corá                       |                                  |
| 36.ª   | 1977 | Capitán Figari de Lambaré        | General Genes                    |
| 37.ª   | 1978 | Atlántida                        | General Caballero (Campo Grande) |
| 38.ª   | 1979 | Atlético Colegiales              | Tacuary                          |
| 39.ª   | 1980 | Independiente                    | Tacuary                          |
| 40.ª   | 1981 | Atlántida                        | Tacuary                          |
| 41.ª   | 1982 | Sportivo Trinidense              | General Caballero (Campo Grande) |
| 42.ª   | 1983 | Tacuary                          | Atlántida                        |
| 43.ª   | 1984 | Silvio Pettirossi                | Atlántida                        |
| 44.ª   | 1985 | Sportivo Iteño de Itá            | Cerro Corá                       |
| 45.ª   | 1986 | Valois Rivarola                  | 24 de Septiembre                 |
| 46.ª   | 1987 | Sportivo Trinidense              | General Caballero (Campo Grande) |
| 47.ª   | 1988 | Humaitá de Roque Alonso          | 29 de Septiembre                 |
| 48.ª   | 1989 | 8 de Diciembre de Caacupé        | 1° de Marzo                      |
| 49.ª   | 1990 | Trinidense                       | General Caballero (Campo Grande) |
| 50.ª   | 1991 | Valois Rivarola                  | 12 de Octubre SD                 |
| 51.ª   | 1992 | Atlético Tembetary               | General Caballero SF             |
| 52.ª   | 1993 | General Caballero ZC             | 3 de Noviembre                   |
| 53.ª   | 1994 | General Caballero (Campo Grande) | Silvio Pettirossi                |
| 54.ª   | 1995 | Silvio Pettirossi                | 12 de Octubre SD                 |
| 55.ª   | 1996 | Atlético Juventud                | Pilcomayo                        |

- Actualizado ao 2023.